# 吴家镇 (重庆市)
吴家镇，是中华人民共和国重庆市荣昌区下辖的一个乡镇级行政单位。

## 行政区划
吴家镇下辖以下地区：
人和社区、燕子坝社区、十烈社区、代兴村、双流村、高峰村、含珠桥村和玉峰村。